# Trường Đại học Công nghiệp Thành phố Hồ Chí Minh
Trường Đại học Công nghiệp TP.HCM (tiếng Anh: Industrial University of Ho Chi Minh City, thường được gọi tắt là IUH) có tiền thân là Trường Huấn nghiệp Gò Vấp, được các tu sĩ dòng Don Bosco thành lập vào ngày 11/11/1956. Trải qua gần 70 năm xây dựng và phát triển, IUH đã khẳng định vị thế là một trong những cơ sở giáo dục hàng đầu Việt Nam.
Hiện tại, trường có hơn 60 ngành nghề đào tạo, trong đó hầu hết các chương trình đã được kiểm định theo tiêu chuẩn trong nước và quốc tế như ABET, AUN-QA, góp phần cung ứng nguồn nhân lực chất lượng cao, sẵn sàng hội nhập toàn cầu. IUH không ngừng nâng cao chất lượng đội ngũ giảng viên, đầu tư cơ sở vật chất hiện đại phục vụ giảng dạy, học tập và nghiên cứu khoa học.

## Lịch sử hình thành và phát triển

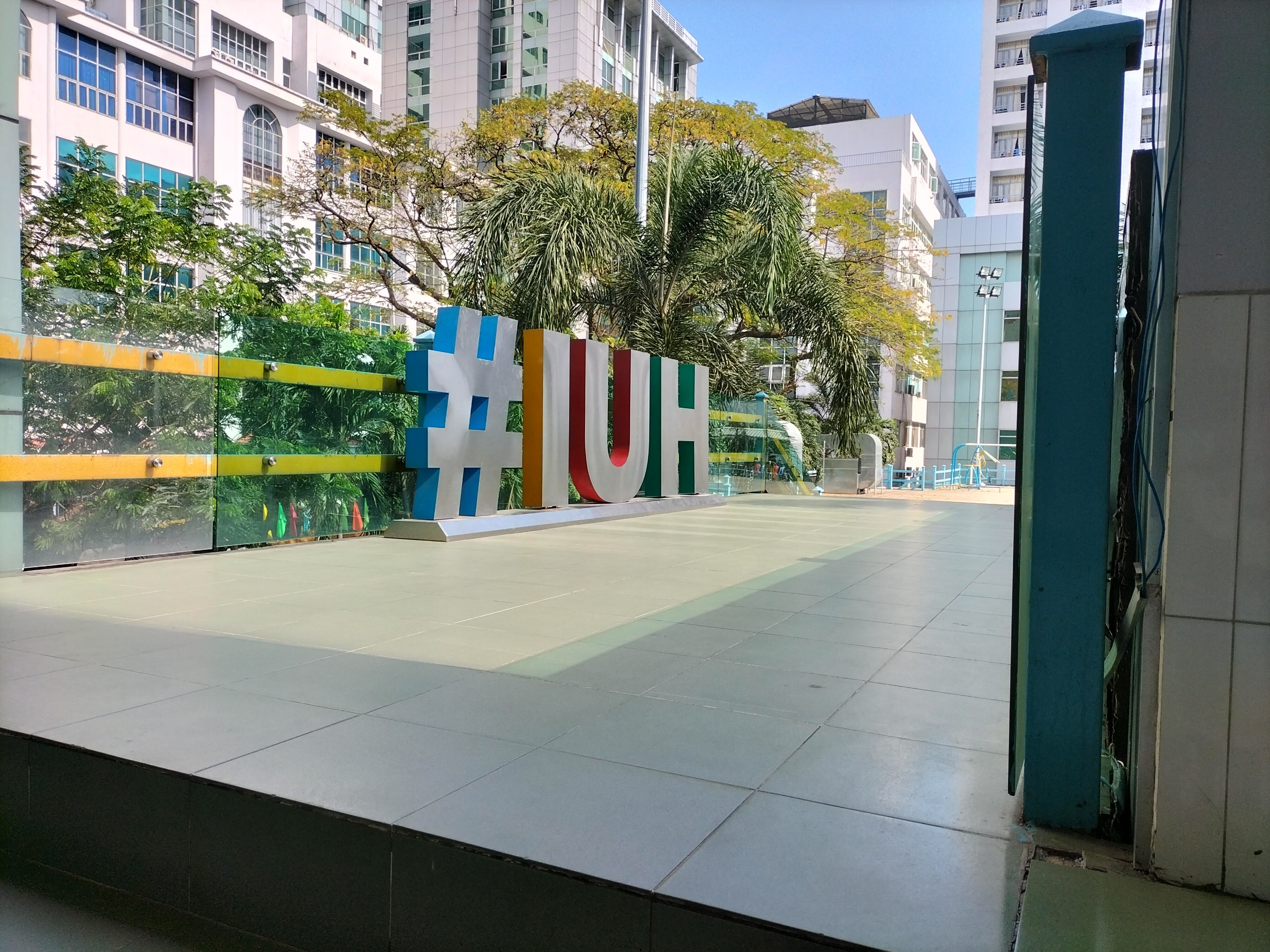
Lối dẫn ra bãi đậu xe mà biểu trưng IUH, viết tắt tiếng Anh của trường.

Tiền thân của Trường Đại học Công nghiệp Thành phố Hồ Chí Minh là Trường Huấn nghiệp Gò Vấp, một trường dạy nghề tư thục do các tu sĩ Dòng Salêdiêng Don Bosco (Việt Nam) thành lập ngày 11 tháng 11 năm 1956 ở xã Hạnh Thông, quận Gò Vấp, tỉnh Gia Định, Việt Nam Cộng hòa. Đến năm 1968, trường đổi tên thành Trường tư thục Trung học Kỹ thuật Đệ nhất cấp Don Bosco. Điều hành cơ sở do Linh mục Phêrô Cuisset Quý giám đốc Dòng Salêdiêng Don Bosco - Gò Vấp và Linh mục Isiđôrô Lê Hướng hiệu trưởng Trường Huấn nghiệp Gò Vấp (1956 - 1973).
Đầu năm 1970, nhà trường được nâng cấp từ bậc đệ nhất cấp thành bậc đệ nhị cấp, được gọi tắt là Trường Trung học Kỹ thuật Don Bosco. Vào năm 1973 do cơ cấu tổ chức nhà dòng Salêdiêng Don Bosco, linh mục Gioan Nguyễn Văn Ty được tín nhiệm làm Giám đốc dòng Salêdiêng Don Bosco và kiêm nhiệm chức vụ Hiệu trưởng Trường Trung học Kỹ thuật Don Bosco (1973 - 1975).
Cuối 1975, chính quyền Việt Nam trưng dụng trường sở và ngày 19 tháng 12 năm 1975, bàn giao cho Tổng cục Cơ khí Luyện kim và Điện tử. Ngày 1 tháng 1 năm 1976, trường hoạt động trở lại với tên Trường kỹ thuật Don Bosco.. Năm 1978, trường được đổi tên thành Trường Công nhân Kỹ thuật IV, thuộc Bộ Cơ khí và Luyện kim.
Năm 1994, trường hợp nhất với Trường Trung học Hóa chất 2 trú đóng tại Biên Hòa, tỉnh Đồng Nai thành Trường Trung học Kỹ thuật Công nghiệp IV, thuộc Bộ Công nghiệp.
Tháng 3 năm 1999, trường được nâng cấp lên thành Trường Cao đẳng Công nghiệp IV, vẫn trực thuộc Bộ Công nghiệp.
Ngày 24 tháng 12 năm 2004, trường được nâng cấp thành Trường Đại học Công nghiệp Thành phố Hồ Chí Minh, thuộc Bộ Công Thương theo quyết định 214/2004/QĐ-TTg của thủ tướng chính phủ.

## Các thế hệ Hiệu trưởng
- Giai đoạn 1956 - 1973: Linh mục Isiđôrô Lê Hướng (đã mất);
- Giai đoạn 1973 - 1975: Linh mục Gioan Nguyễn Văn Ty (đã mất)
- Giai đoạn 1975 - 1991: Kỹ sư Lâm Ngọc Anh (đã mất);
- Giai đoạn 1991 - 1996: Kỹ sư Mai Văn Hợi (đã mất);
- Giai đoạn 1996 - 2011: Anh hùng Lao động, Tiến sĩ Tạ Xuân Tề;
- Giai đoạn 15/8/2011 - 11/9/2013: Tiến sĩ Trần Tuấn Anh (Thứ trưởng Bộ Công Thương kiêm nhiệm).
- Giai đoạn 11/9/2013 - 14/2/2015: Phó Hiệu trưởng Nguyễn Thiên Tuế được Bộ Công Thương giao nhiệm vụ Phụ trách trường;
- Giai đoạn 14/2/2015 đến 27/2/2020: Tiến sĩ Nguyễn Thiên Tuế được bổ nhiệm chính thức chức vụ Hiệu trường, công bố vào ngày 14/2/2015 tại Trường ĐHCN TP.HCM;
- Giai đoạn từ 28/2/2020 đến nay: Bộ trưởng Bộ Công Thương Trần Tuấn Anh đã ký quyết định bổ nhiệm Tiến sĩ Phan Hồng Hải nắm giữ chức vụ Hiệu trưởng trường Đại học Công nghiệp TP.HCM, công bố chính thức vào ngày 9/3/2020 tại cơ sở chính của trường;

## Thành tích Trường
- Huân chương Lao động hạng ba năm 1995.[6]
- Huân chương Lao động hạng nhì năm 1999.[7]
- Huân chương Lao động hạng nhất năm 2004.[8]
- Huân chương Độc lập hạng ba năm 2016.
- Trường Đại học đầu tiên khu vực phía Nam đạt chuẩn kiểm định chất lượng giáo dục cấp Quốc gia năm 2016.
- Trường Đại học đầu tiên của Việt Nam nhận được chứng chỉ chất lượng ISO 9001:2000 do tổ chức chứng nhận Quốc tế TÜV Rheinland - Cộng hòa Liên bang Đức.[9]

## Cơ cấu tổ chức Trường

### Phòng chức năng
Phòng Tổ chức - Hành chính; Phòng Đào tạo; Phòng Tài chính - Kế toán; Phòng Công tác chính trị và hỗ trợ sinh viên; Phòng Quản lý Khoa học và Hợp tác Quốc tế; Viện Đào tạo Quốc tế và Sau Đại học; Phòng khảo thí và đảm bảo chất lượng; Phòng Quản trị; Phòng Dịch vụ, Phòng Kế hoạch - Vật tư; Phòng Quản lý Ký túc xá, Trung tâm Quản trị Hệ thống, Trung tâm Thông tin Truyền thông, Trung tâm Thông tin thư viện.

### Các đơn vị đào tạo
Các đơn vị trực tiếp thực hiện nhiệm vụ đào tạo bao gồm các khoa (viện) và bộ môn trực thuộc: 
- Các Khoa(viện) đào tạo chuyên ngành: Khoa Công nghệ Thông tin, Khoa Công nghệ Cơ khí, Khoa Kỹ thuật Xây dựng, Khoa Công nghệ Điện, Khoa Công nghệ Điện tử[liên kết hỏng], Khoa Công nghệ May Thời trang, Khoa Công nghệ Hóa học, Khoa Công nghệ Động lực, Khoa Công nghệ Nhiệt lạnh, Khoa Ngoại ngữ, Khoa Quản trị Kinh doanh, Viện Tài chính Kế toán, Khoa Thương mại Du lịch, Viện Công nghệ Sinh học & Thực phẩm, Viện Khoa học Công nghệ và Quản lý Môi trường, Khoa Luật và Khoa học Chính trị, bộ môn Dược.[5]
- Các đơn vị đào tạo không chuyên ngành: Khoa Khoa học Cơ bản, Trung tâm Giáo dục Quốc phòng và Thể chất.[5]

### Các trụ sở đào tạo hiện nay
- Trụ sở chính: 12 Nguyễn Văn Bảo, phường 04, quận Gò Vấp, Thành phố Hồ Chí Minh.
- Cơ sở Phạm Văn Chiêu: 20 Đường 53 Phạm Văn Chiêu, phường 14, quận Gò Vấp, Thành phố Hồ Chí Minh.
- Cơ sở Nguyễn Văn Dung: số 10 Nguyễn Văn Dung, phường 6, quận Gò Vấp, Thành phố Hồ Chí Minh.
- Phân hiệu Quảng Ngãi: 938 Quang Trung, phường Chánh Lộ, thành phố Quảng Ngãi, tỉnh Quảng Ngãi [10];
- Phân hiệu Thanh Hóa: Phố Quang Trung, phường Quảng Tâm, thành phố Thanh Hóa, tỉnh Thanh Hóa.

## Triết lý giáo dục
Nhà trường hướng đến đào tạo người học trở thành những người có đầy đủ phẩm chất CARE, phù hợp với tầm nhìn, sứ mạng và giá trị cốt lõi của Trường. Những phẩm chất của người học mà Trường Đại học Công nghiệp Thành phố Hồ Chí Minh mong muốn người học đạt được trong quá trình tham gia học tập tại Trường.
Compassionate Leader - một nhà lãnh đạo nhạy bén
- Có lòng nhân ái, cảm thông và đạo đức trong lãnh đạo;
- Có khả năng làm việc theo nhóm và hợp tác hiệu quả;
- Có kỹ năng quản lý và giao tiếp trong việc lãnh đạo các nhóm;
- Tự tin và tôn trọng người khác.

Avid Lifelong Learner - một người không ngừng học tập tích cực
- Có sự tò mò, ham học hỏi và tinh thần học tập suốt đời;
- Có tư duy cởi mở và dễ tiếp thu những ý tưởng, khái niệm, kiến thức mới;

Rational Thinker - một người có suy nghĩ thấu đáo, hợp lý
- Có tư duy phản biện trong việc phân tích các dữ kiện và các lựa chọn trước khi đưa ra đánh giá;
- Phân tích và giải quyết vấn đề một cách hợp lý và có hệ thống.

Enterprising Innovator - một nhà cải cách trong hoạt động kinh doanh
- Có tư duy và sự tháo vát trong kinh doanh;
- Có sự sáng tạo và đổi mới trong việc đưa ra các ý tưởng và giải quyết các vấn đề trong thực tế;
- Xác định cơ hội và chấp nhận các rủi ro có thể kiểm soát được.